# Jamaican Trip
Jamaican Trip − minialbum polskiego zespołu reggae Star Guard Muffin. Powstał on podczas wyprawy zespołu na Jamajkę. Na płycie gościnnie wystąpili m.in. Capleton, Stephen Newland (Rootz Underground), Dean Fraser, Nambo Robinson, Everol Wray, The Tamlins oraz muzycy zespołu Shaggy'ego - Michael Fletcher, Kevon Webster, Shaun Darson. Nagrania dotarły do 3. miejsca listy OLiS. 

## Lista utworów
| CD 1. Jamaica Trip 2. Let's stop 3. Roots man soul 4. Anioły 5. Pragnienia szczyt utwór dodatkowy 1. Pragnienia szczyt (dub) |  | DVD - Film dokumentalny z podróży Pragnień szczyt - Teledysk do Jamaica Trip - Teledysk do Let's stop |